# John Miles (músico)
John Ethrington, mais conhecido como John Miles (Jarrow, 23 de abril de 1949 – Newcastle upon Tyne, 5 de dezembro de 2021), foi um cantor, guitarrista e tecladista inglês.
Especialmente conhecido por seu hit "Music (Was my First Love)" do ano 1976 que alcançou o Top 3 das listas do Reino Unido, e outras "TOP" listas mundiais.

## Carreira
Na sua juventude Miles foi membro de uma banda de música local denominada "The Influence", da qual também pertenciam Paul Thompson, posteriormente baterista dos Roxy Music e Vic Malcolm, guitarrista dos Geordie. Também formou a sua própria banda denominada "The John Miles Set" antes de começar sua carreira como solista em 1971.
Miles morreu em 5 de dezembro de 2021, aos 72 anos de idade, em um hospital de Newcastle.

## Discografia
- Rebel (1976)
- Stranger in the city (1977)
- Zaragon (1978)
- More miles per hour (1979)
- Sympathy (1980)
- Miles high (R.U.) (1981)
- Miles high (EE.UU.) (1981)
- John Miles' Music (1982) (recompilação)
- Play on (1983)
- Transition (1985)
- John Miles Live in concert (1992) (recompilação) (concerto)
- Anthology (1993) (recompilação)
- Upfront (1993)
- Master series (1998) (recompilação)
- Tom and Catherine (1999) (músical)
- Millennium edition (1999) (recompilação)
- John Miles - His very best (2000)  (recompilação)
- John Miles - Live in concert (2002)  (DVD) (recompilação) (concerto)